# Muruganpalayam
Muruganpalayam é uma vila no distrito de Coimbatore, no estado indiano de Tamil Nadu.

## Demografia
Segundo o censo de 2001,  Muruganpalayam  tinha uma população de 14,431 habitantes. Os indivíduos do sexo masculino constituem 52% da população e os do sexo feminino 48%. Muruganpalayam tem uma taxa de literacia de 64%, superior à média nacional de 59.5%: a literacia no sexo masculino é de 73% e no sexo feminino é de 55%. Em Muruganpalayam, 12% da população está abaixo dos 6 anos de idade.